# Rietumu Banka-Riga
Rietumu Banka-Riga  war ein lettisches Radsportteam mit Sitz in Riga.
Unter dem Namen Rietumu Bank-Riga-Ideal Bikes wurde 2005 ein lettisch-schweizerisches Continental Team gegründet. Mit dabei waren 2006 elf junge lettische Profis, u. a. Aleksejs Saramotins, Kalvin Eisaks. Weitere bekannte Namen sind der Russe Sergei Firsanow, der Weißrusse Wassil Kiryjenka und die vier Schweizer Peter Jörg, Janusch Laule, Laurent Arn und Jean Nuttli. Gegründet wurde das Team vom Letten Igo Japinsh in Zusammenarbeit mit dem Schweizer Reto Winter, der dann im Jahr 2007 zum Team Konica Minolta wechselte, bei denen der damals unbekannte Kenianer (erst ab dem Jahr 2009 für Großbritannien startend) Chris Froome zur selben Zeit seine Profi-Karriere startete.
Hauptsponsor war die lettische Bank Rietumu. Das Team-Management bestand aus Edvard Bowen und Linards Veide. Die Mannschaft wurden mit Rädern der Marke Giant ausgestattet.
Nachdem das Team von 2009 bis 2011 ohne UCI-Lizenz gefahren war, besaß es seit 2012 wieder eine Lizenz als Continental Team.
Zum Ende der Saison 2017 gab das Team bekannt, keine Lizenz als Continental Team für 2018 erwerben zu wollen, da der Hauptsponsor Rietumu Banka seine Partnerschaft mit dem Team beenden werde.

## Saison 2017

### Erfolge in der UCI Asia Tour
In den Rennen der Saison 2017 der UCI Asia Tour gelangen die nachstehenden Erfolge.
| Datum         | Rennen                     | Kat. | Sieger            |
| ------------- | -------------------------- | ---- | ----------------- |
| 24. September | 5. Etappe Tour of China II | 2.1  | Maris Bogdanovics |

In den Rennen der Saison 2018 der UCI Asia Tour gelangen die nachstehenden Erfolge.
| Datum        | Rennen                         | Kat. | Sieger            |
| ------------ | ------------------------------ | ---- | ----------------- |
| 9. November  | 2. Etappe Tour of Fuzhou       | 2.1  | Maris Bogdanovics |
| 12. November | 5. Etappe Tour of Fuzhou       | 2.1  | Maris Bogdanovics |
| 4. Dezember  | 3. Etappe Tour of Quanzhou Bay | 2.2  | Deins Kanepejs    |

### Erfolge in der UCI Europe Tour
In den Rennen der Saison 2017 der UCI Europe Tour gelangen die nachstehenden Erfolge.
| Datum      | Rennen                      | Kat. | Sieger            |
| ---------- | --------------------------- | ---- | ----------------- |
| 24. August | 1. Etappe Baltic Chain Tour | 2.2  | Maris Bogdanovics |

### Erfolge bei den Nationalen Straßen-Radsportmeisterschaften
In den Rennen zu den Nationalen Straßen-Radsportmeisterschaften 2017 gelangen die nachstehenden Erfolge.
| Datum    | Rennen                                           | Sieger         |
| -------- | ------------------------------------------------ | -------------- |
| 21. Juni | Lettische Meisterschaft – Einzelzeitfahren (U23) | Marcis Kalnins |

### Mannschaft
| Teamkader 2017                        | Teamkader 2017     | Teamkader 2017 | Teamkader 2017                         |
| Name                                  | Geburtsdatum       | Land           | Vorheriges Team                        |
| ------------------------------------- | ------------------ | -------------- | -------------------------------------- |
| Uldis Ālītis                          | 25. September 1983 | Lettland       |                                        |
| Armands Bēcis                         | 16. Januar 1991    | Lettland       |                                        |
| Artūrs Belēvičs                       | 3. Februar 1996    | Lettland       |                                        |
| Māris Bogdanovičs                     | 19. November 1991  | Lettland       | Alpha Baltic-Maratoni.lv (2015)        |
| Ēriks Toms Gavars (29. Mär.–31. Dez.) | 20. April 1997     | Lettland       |                                        |
| Mārcis Kalniņš (29. Mär.–31. Dez.)    | 5. Mai 1998        | Lettland       |                                        |
| Deins Kaņepējs                        | 5. Oktober 1995    | Lettland       | Alpha Baltic-Unitymarathons.com (2014) |
| Emīls Liepiņš (1. Jan.–31. Jul.)      | 29. Oktober 1992   | Lettland       | Alpha Baltic-Unitymarathons.com (2013) |
| Viesturs Lukševics (1. Mär.–31. Dez.) | 16. April 1987     | Lettland       | Alpha Baltic-Maratoni.lv (2016)        |
| Peeter Pruus                          | 16. Juli 1989      | Estland        |                                        |
| Klāvs Rubenis (29. Mär.–31. Dez.)     | 18. Januar 1997    | Lettland       |                                        |
| Dimitriy Sorokin                      | 6. Juni 1982       | Russland       |                                        |
| Tomas Vaitkus (29. Mär.–31. Dez.)     | 4. Februar 1982    | Litauen        | Al Nasr-Dubai (2016)                   |
| Andris Vosekalns                      | 26. Juni 1992      | Lettland       | Alpha Baltic-Unitymarathons.com (2011) |
|                                       |                    |                |                                        |
| Quelle: UCI                           |                    |                |                                        |

Anmerkung: Uldis Ālītis

## Platzierungen in UCI-Ranglisten
UCI Africa Tour
| Saison    | Mannschaftswertung | Fahrerwertung         |
| --------- | ------------------ | --------------------- |
| 2012      | 6.                 | Andris Smirnovs (22.) |
| 2013      | 16.                | Toms Skujiņš (141.)   |
| 2014-2016 | -                  | -                     |

UCI Asia Tour
| Saison | Mannschaftswertung | Fahrerwertung            |
| ------ | ------------------ | ------------------------ |
| 2008   | 16.                |                          |
| 2012   | -                  | -                        |
| 2013   | 58.                | Andris Smirnovs (181.)   |
| 2014   | 68.                | Andris Smirnovs (198.)   |
| 2015   | -                  | -                        |
| 2016   | 45.                | Ēriks Toms Gavars (246.) |

UCI Europe Tour
| Saison | Mannschaftswertung | Fahrerwertung             |
| ------ | ------------------ | ------------------------- |
| 2008   | 20.                | Aleksejs Saramotins (14.) |
| 2012   | 73.                | Emīls Liepiņš (282.)      |
| 2013   | 46.                | Toms Skujiņš (36.)        |
| 2014   | 49.                | Andris Smirnovs (177.)    |
| 2015   | 71.                | Krists Neilands (240.)    |
| 2016   | 63.                | Māris Bogdanovičs (305.)  |